# Газопроводи Нафтокумського ГПЗ
Газопроводи Нафтокумського ГПЗ – система трубопроводів, які сформувались навколо газопереробного заводу у Нафтокумську.
У 1950-х роках на сході Ставропольського краю почалась розробка нафтових родовищ, під час якої отримували значні обсяги попутного газу. Наступного десятиліття реалізували проект його утилізації, для чого у 1964 ввели в дію першу чергу Нафтокумського ГПЗ. Оскільки попутний газ має низький тиск, одразу спорудили компресорну станція Камиш-Бурун, яка стала до ладу в 1965-му. Вона подавала ресурс у трубопровід Камиш-Бурун (Нафтокумськ) – Горагорськ, який проходив через Іщерську та у кінцевому пункті приєднувався до газопроводу Ставрополь – Грозний. Довжина трубопроводу становила біля 130 км, в тому числі 43 км припадало на ділянку по території Чечні. Він був виконаний в діаметрі 720 мм та розрахований на робочий тиск у 3,5 МПа із проектним обсягом прокачування 7,5 млн м3 на добу.
Нафтокумський ГПЗ працював також з продукцією дагестанських родовищ, для чого у тому ж 1965-му став до ладу трубопровід Южно-Сухокумськ – Камиш-Бурун. Інший газопровід сполучив з Камиш-Буруном нафтогазоконденсатне родовище Русскій Хутор Північне.
У 1967-му облаштували другий напрямок видачі продукції Нафтокумського ГПЗ через газопровід Камиш-Бурун – Будьонновськ. Він мав довжину 70 км та був виконаний в діаметрі 273 мм.
В 1976 році відбулись суттєві зміни в режимі роботи ряду трубопроводів нафтокумського вузла, пов’язані із забезпеченням блакитним паливом Астрахані. Остання з 1960-го отримувала газ по трубопроводу Промислове – Астрахань довжиною 127 км та діаметром 530 мм. У 1968-му дещо далі відкрили газове родовище Єрмолинське, від якого проклали другий газопровід до Астрахані довжиною 179 (за іншими даними – 160) км, котрий на більшій частині траси пролягав паралельно трубопроводу Промислове – Астрахань. Втім, запаси місцевих родовищ доволі швидко вичерпались, тому в 1976-му створили нову систему подачі ресурсу, для чого реверсували ділянку Камиш-Бурун – Русскій Хутор та проклали трубопровід діаметром 500 мм від Русского Хутора до Єрмолинського (відстань біля 120 км). Таким чином з’явився газопровід Камиш-Бурун – Єрмолинське – Астрахань.
Оскільки продукції Нафтокумського ГПЗ було недостатньо, організували перекачування через Нафтокумськ блакитного палива, яке надходило із газового хабу, що почав формуватись у північноосетинському Моздоку (на трасі газопроводу Ставрополь – Грозний). На першому етапі ресурс транспортували по виконаному в діаметрі 1020 мм трубопроводу Моздок – Іщерська (довжина кілька десятків кілометрів, в тому числі 20 км по Ставропольському краю та 4 км у Чечні), розрахованому на робочий тиск у 4 МПа. Далі на ділянці від Іщерської до Камиш-Буруна у 1976-му проклали другу нитку діаметром 720 мм.
Невдовзі, у 1978-му, проклали новий газопровід Камиш-Бурун – Будьонновськ, поява якого була викликана спорудженням у Будьонновську потужного нафтохімічного майданчику (наразі відомий як завод «Ставролен»).
У 1986-му став до ладу Астраханський газопереробний завод, розташований на гігантському Астраханському родовищу. Це в черговий раз викликало переформатування системи поставок блакитного палива на сході Ставропілля. Був прокладений трубопровід Астраханський ГПЗ – Камиш-Бурун, який також перебрав на себе постачання Астрахані через перемичку із газопроводом Єрмолинське – Астрахань. А в 1988-му в район Іщерської вивели перемичку від нового трубопроводу Макат – Північний Кавказ, який транспортував ресурс середньоазійського походження. 
У 1990-х – на початку 2000-х Чечня вела збройну боротьбу за вихід зі складу Росії, тому були прокладені обхідні ділянки у Дагестані (Кумлі – Аксай) та Ставропольському краї. У останньому випадку спорудили перемичку між ділянками Камиш-Бурун – Іщерська та Іщерська-Моздок (при цьому в середині 2010-х провели ліквідацію тієї частини газопроводу Камиш-Бурун – Іщерська, яка не експлуатувалась).
У 1999-му через Нафтокумськ пішов газ для ще одного ставропольського міста, для чого проклали трубопровід Будьонновськ – Зеленокумськ. В 2016-му його почали використовувати для видачі продукції установки фракціонування попутного газу, спорудженої в Будьонновську компанією «Лукойл». Для цього проклали ділянку довжиною 17 км та діаметром 530 мм від Зеленокумська до компресорної станції «Георгіївська» на трасі газопроводів Невинномиськ – Моздок.